# Idilevo, Gabrovo
Idilevo (în bulgară Идилево) este un sat în comuna Sevlievo, regiunea Gabrovo,  Bulgaria. 

## Demografie
Componența etnică a satului Idilevo
     Romi (3,2%)
     Turci (5,6%)
     Bulgari (75,2%)
     Nicio identificare (9,6%)
     Altele (6,4%)
La recensământul din 2011, populația satului Idilevo era de 125 locuitori. Din punct de vedere etnic, majoritatea locuitorilor (75,2%) erau bulgari, existând și minorități de turci (5,6%) și romi (3,2%). Pentru 9,6% din locuitori nu este cunoscută apartenența etnică.